# Седов, Владимир Петрович
Владимир Петрович Седов (25 октября 1939 — 11 марта 2005) — советский хоккеист, нападающий. Мастер спорта СССР (лишён звания в ноябре 1963 года).

## Биография
Воспитанник ЦСК МО.
Выступал за команды МВО / СКА Калинин (1959/60 — 1963/64 — класс «А»), «Электросталь» / «Кристалл» Электросталь (1964/65 — 1967/68), «Торпедо» Подольск (1968/69), «Станкостроитель» Рязань (1969/70 — 1970/71).